# Portanus quadrinus
Portanus quadrinus är en insektsart som beskrevs av Delong 1976. Portanus quadrinus ingår i släktet Portanus och familjen dvärgstritar. Inga underarter finns listade i Catalogue of Life.